# 고물자리
고물자리(Puppis [pʌpɪs])는 하늘의 남반구에 있는 별자리의 하나이다. 고물이란 배의 끝부분(船尾)를 의미하는데, 이 별자리는 아르고 호(號)의 이름을 딴 아르고자리의 일부였는데, 지금의 고물자리는 아르고자리의 끝부분이었다. 아르고 호가 나뉜 네 별자리 중에서는 가장 크다. 이 별자리는 북위 40˚ 이남에서 볼 수 있으며, 대한민국에서는 그 일부만이 보인다.

## 특징
원래 별자리에서 떨어져 나갔기 때문에 알파, 베타, 감마, 델타, 엡실런이 모두 없다.

## 별과 천체
은하수가 고물자리를 가로지르기 때문에, 많은 수의 산개성단을 찾을 수 있다.
메시에 46번(M46)과 메시에 47번(M47)의 두 산개성단은 쌍안경으로 볼 때 같은 시야에 들어온다. M47은 하늘이 어두우면 육안으로 볼 수 있으며, 가장 밝은 별은 6등급이다. 메시에 93번(M93) 은 그 남쪽에 놓여 있다. NGC 2451은 고물자리 c 별을 포함하는 매우 밝은 산개성단이다.
2007년 11월 14일, 고물자리 신성 2007 또는 고물자리 V597 초신성이 케페이드형 변광성인 고물자리 RS의 남동쪽 약 1도 거리에서 발견되었다. 좌표는 적경(RA) = 8:16.3, 적위(DEC) = -34°15', 역기점은 J2000.0이다. 우측 성도에서는, 고물자리 ρ에서 고물자리 ζ까지의 약 2/3 거리에 있다.

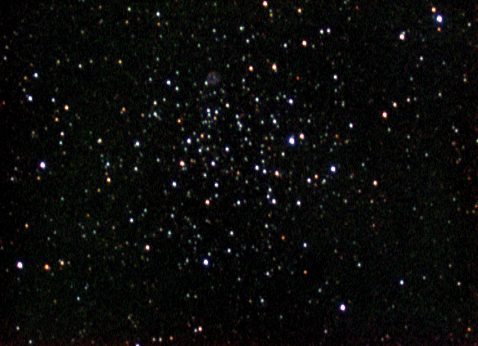
M46 산개성단
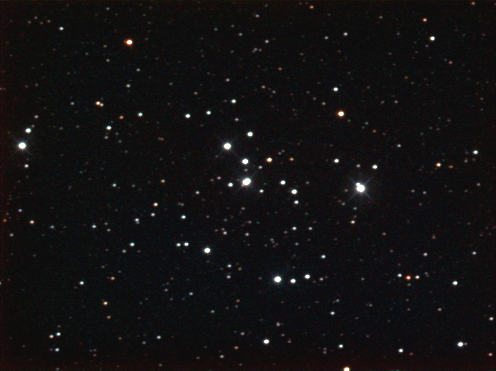
M47 산개성단
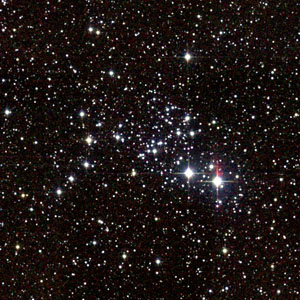
M93 산개성단

### 행성계
여러 개의 행성계(태양계)가 고물자리의 별들 부근에서 발견되었다.
- 2003년 7월 1일, HD 70642를 공전하는 행성이 발견되었다.
- 2006년 4월 18일, 고물자리의 별자리의 별 중 가장 가까운 HD 69830이 3개의 해왕성 정도의 질량을 가진 행성을 거느리고 있음이 확인되었다. 이는 목성이나 토성 같은 행성이 없는 다중 행성계이며, 중간 별에서 바깥쪽 별 사이에 소행성대가 발견되었다.
- 2007년 7월 4일, 산개성단 NGC 2423이 적색거성 NGC 2423-3에서 태양계외 행성이 발견되었다. 행성은 목성의 10.6배의 질량을 갖고 있으며, 2.1AU 거리에서 공전한다.

## 역사

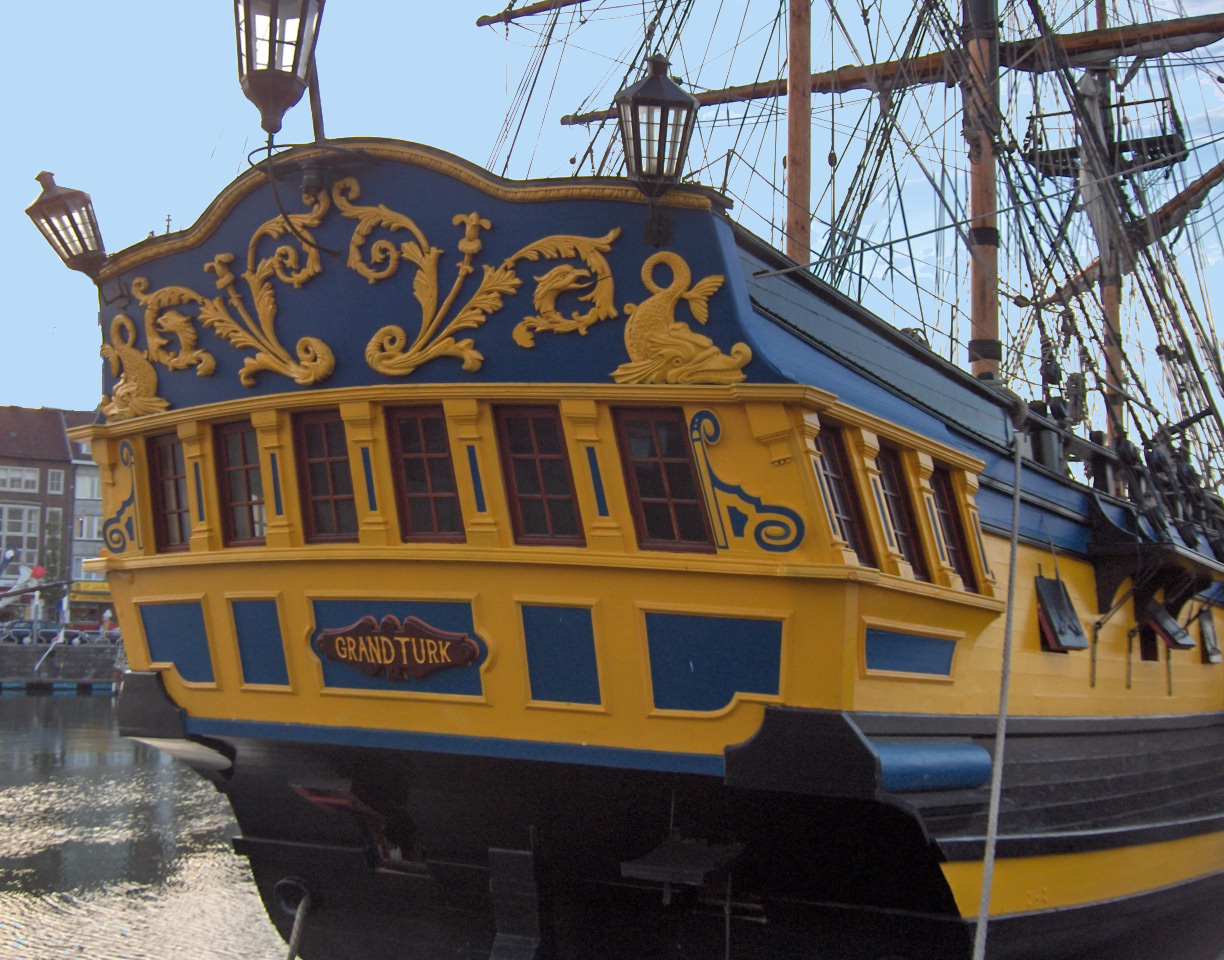
배의 고물

한때 아르고자리의 일부였다.

## 신화
아르고 호의 일부이다.

## 같이 보기
- 고물자리 이중성단